# Bacteria ornata
Bacteria ornata är en insektsart som först beskrevs av Brunner von Wattenwyl 1907.  Bacteria ornata ingår i släktet Bacteria och familjen Diapheromeridae. Inga underarter finns listade.